# Велико Трњане
Велико Трњане је насељено место града Лесковца у Јабланичком округу. Према попису из 2022. било је 755 становника.

## Положај, назив и тип села
На око четири километра јужно од села Рудара, засељено је село Велико Трњане, као и Рударе делом на најнижој тераси Рударске чуке, а делом у алувијалној равни реке Ветернице. И Велико Трњане са западне стране опасује Бара, али како се оно динамичније развија од Рудара, многе куће cу прешле Бару, па се на западу село прострло до самог главног пута кроз Поречје, а у најновије време нека домаћинства граде своје домове и са друге стране пута.
Село је добило име свакако по трњацима у којима се заселило. У Лесковачкој котлини има три Трњана. Два се налазе у долини средње Јабланице, на око шест километара западно од Лесковца. Да би се разликовали, они носе називе: Доње Трњане, Горње Трњане и, најзад, у Поречју, Велико Трњане, које и јесте највеће село Лесковачкој котлини са називом Трњане.

## Земља
Атар села Великог Трњана налази се између атара села Рудара на северу и Пресечине на југу; на истоку границу чини разводна линија на Рударској чуки, а на западу се протеже до атара села Горњеr Јајна. На овом простору налазе се побрђа и равнице, па је земљиште различито: под шумама, под пашњацима и ливадама, као и под њивама и баштама, а има и виноrрада. 3емља у атару Великог Трњана носи ове називе: Црешњетина, Цигански рид, Циганско падалиште, Широки дел, Средњи рид, Трлиште, Каменити рид, Голи рид, Косарке, Тршевине, Шамак, Мустаагино, Благуње, Оматовица, Горње ливаде, Доње ливаде, Кука, Меанска крушка, Ботуња, Пржар, Плавиште, Крсјанице, Буковић, Врбљанке, Папрат, Црна бара, Угари, Јањина долина, Јасен, Петкова крушка, Горње селиште, Доње селиште.

## Водa
Сталну текућу воду чини Бара. У време великих атмосферских падавина, као и топљења снега y пролеће, из долина са Рударске чуке потеку потоци од којих се вода стече у долину која пролази кроз североисточни део села. Обиље изданске воде, која је у равници веома близу земљиној површини, омогућује сваком домаћинстну да ископа бунар за пиће и друrе потребе домаћинства.

## Историја
На месту на коме је данас лоцирано село Велико Трњане обитовао је још неолитски човек. Локалитет Горње и Доње селиште говоре о томе да се село као словенско насеље помештало, али да је овде континуирано постојало сеоско насеље.
Иако из топономије видима да је у атару села неки Мустафа-ага имао свој забран, Велико Трњане је, у доба читлучења села Лесковачког поречја, успело да очува своју слободу, као и суседно село Рударе. Кад је пред крај 1877. године избио рат између Србије и Турске, међу добровољцима наредника српске војске Влајка Стојановића нашло се и неколико Великотрњанчана са пушкама, пиштољима, косама и мотикама, а међу њима је био и деда Алексе Трајковића Трајко са сином Јанаћком.
Како Велико Трњане није било читлучко село, Великотрњанчани нису имали да плаћajy Турцима накнаду за земљу, па чак ни за посед Мустафа-аге који су по одласку Турака, међу собом поделили, јер се власник те земље није ни јавио за накнаду.
Пре другог светског рата Велико Трњане је било удаљено од главног пута Лесковац-Вучје за неких 100—200 метара. Сада је оно на самом путу својим западним делом. Одавде иде право на запад, пољски, али доста добар пут, у правцу Горњег Јајна. На раскрсници главног пута и овог пољског налази се аутобуска станица на коју пристају удобни аутобуси из правца Лесковца и они из правца Вучја сваког сата, па је Велико Трњане одлично повезано са Лесковцем и Вучјем, а одавде се може колима и аутомобилом на Горње Јајно, па преко Ветернице на такозвани Горњи пут било за Паликућу и Бунушки Чифлук, било преко Д. Јајна за Сушицу и сва њена села.

## Занимање становника
Великотрњанчани су у главном земљорадници. Сеју пшеницу и кукуруз, од индустријских биљака конопљу, мада у далеко малим количинама према оним између два светска рата. Сточарство је стајско. Пре другог светског рата село је имало око 3.000 оваца. Услед разоравања утрине, број оваца се свео на веома малу меру. У селу је било 1960. године око 150 бивола.

## Становништво
Село је подељено у шест махала, које носе ове називе: Доња махала, Средња махала, Корејска махала, Шорејска махала, Горња махала Ђурина махала.

## Демографија
У насељу Велико Трњане живи 807 пунолетних становника, а просечна старост становништва износи 42,2 година (40,6 код мушкараца и 43,8 код жена). У насељу има 251 домаћинство, а просечан број чланова по домаћинству је 4,04.
Ово насеље је великим делом насељено Србима (према попису из 2002. године), а у последња три пописа, примећен је пад у броју становника.
|             | \| Демографија[3] \| Демографија[3] \| Демографија[3] \| \| Година \| Становника \| Становника \| \| -------------- \| -------------- \| -------------- \| \| 1948. \| 954 \| \| \| 1953. \| 1.040 \| \| \| 1961. \| 1.027 \| \| \| 1971. \| 1.078 \| \| \| 1981. \| 1.126 \| \| \| 1991. \| 1.095 \| 1.080 \| \| 2002. \| 1.013 \| 1.050 \| \| 2011. \| 916 \| \| \| 2022. \| 755 \| \| |            |
| Демографија | |            |
| Година      | Становника | Становника |
| 1948.       | 954 |            |
| 1953.       | 1.040 |            |
| 1961.       | 1.027 |            |
| 1971.       | 1.078 |            |
| 1981.       | 1.126 |            |
| 1991.       | 1.095 | 1.080      |
| 2002.       | 1.013 | 1.050      |
| 2011.       | 916 |            |
| 2022.       | 755 |            |

| Етнички састав према попису из 2002.‍ | Етнички састав према попису из 2002.‍ | Етнички састав према попису из 2002.‍ | Етнички састав према попису из 2002.‍ | Етнички састав према попису из 2002.‍ |
| ------------------------------------ | ------------------------------------ | ------------------------------------ | ------------------------------------ | ------------------------------------ |
|                                      |                                      |                                      |                                      |                                      |
| Срби                                 | Срби                                 |                                      | 994                                  | 98,12%                               |
| Црногорци                            | Црногорци                            |                                      | 1                                    | 0,09%                                |
| Македонци                            | Македонци                            |                                      | 1                                    | 0,09%                                |
| Југословени                          | Југословени                          |                                      | 1                                    | 0,09%                                |
| непознато                            | непознато                            |                                      | 15                                   | 1,48%                                |

| \| \| м \| \| \| ж \| \| ? \| 1 \| \| \| 0 \| \| 80+ \| 14 \| \| \| 21 \| \| 75—79 \| 14 \| \| \| 26 \| \| 70—74 \| 27 \| \| \| 43 \| \| 65—69 \| 32 \| \| \| 34 \| \| 60—64 \| 34 \| \| \| 35 \| \| 55—59 \| 22 \| \| \| 18 \| \| 50—54 \| 51 \| \| \| 46 \| \| 45—49 \| 39 \| \| \| 26 \| \| 40—44 \| 31 \| \| \| 33 \| \| 35—39 \| 29 \| \| \| 32 \| \| 30—34 \| 34 \| \| \| 34 \| \| 25—29 \| 33 \| \| \| 34 \| \| 20—24 \| 22 \| \| \| 22 \| \| 15—19 \| 29 \| \| \| 27 \| \| 10—14 \| 32 \| \| \| 31 \| \| 5—9 \| 37 \| \| \| 18 \| \| 0—4 \| 24 \| \| \| 28 \| \| Просек : \| 40,6 \| \| \| 43,8 \| |      |  |  |      |
| |      |  |  |      |
| | м    |  |  | ж    |
| ? | 1    |  |  | 0    |
| 80+ | 14   |  |  | 21   |
| 75—79 | 14   |  |  | 26   |
| 70—74 | 27   |  |  | 43   |
| 65—69 | 32   |  |  | 34   |
| 60—64 | 34   |  |  | 35   |
| 55—59 | 22   |  |  | 18   |
| 50—54 | 51   |  |  | 46   |
| 45—49 | 39   |  |  | 26   |
| 40—44 | 31   |  |  | 33   |
| 35—39 | 29   |  |  | 32   |
| 30—34 | 34   |  |  | 34   |
| 25—29 | 33   |  |  | 34   |
| 20—24 | 22   |  |  | 22   |
| 15—19 | 29   |  |  | 27   |
| 10—14 | 32   |  |  | 31   |
| 5—9 | 37   |  |  | 18   |
| 0—4 | 24   |  |  | 28   |
| Просек : | 40,6 |  |  | 43,8 |

| Година пописа     | 1948. | 1953. | 1961. | 1971. | 1981. | 1991. | 2002. |
| ----------------- | ----- | ----- | ----- | ----- | ----- | ----- | ----- |
| Број домаћинстава | 161   | 175   | 212   | 241   | 267   | 251   | 251   |

| Број чланова      | 1  | 2  | 3  | 4  | 5  | 6  | 7  | 8 | 9 | 10 и више | Просек |
| ----------------- | -- | -- | -- | -- | -- | -- | -- | - | - | --------- | ------ |
| Број домаћинстава | 22 | 47 | 34 | 40 | 36 | 54 | 15 | 2 | 0 | 1         | 4,04   |

| Пол    | Укупно | Неожењен/Неудата | Ожењен/Удата | Удовац/Удовица | Разведен/Разведена | Непознато |
| ------ | ------ | ---------------- | ------------ | -------------- | ------------------ | --------- |
| Мушки  | 412    | 84               | 288          | 30             | 10                 | 0         |
| Женски | 431    | 51               | 296          | 75             | 8                  | 1         |
| УКУПНО | 843    | 135              | 584          | 105            | 18                 | 1         |

| Пол    | Укупно                    | Пољопривреда, лов и шумарство | Рибарство                            | Вађење руде и камена | Прерађивачка индустрија       |
| ------ | ------------------------- | ----------------------------- | ------------------------------------ | -------------------- | ----------------------------- |
| Мушки  | 187                       | 50                            | 0                                    | 0                    | 62                            |
| Женски | 80                        | 13                            | 0                                    | 0                    | 31                            |
| Укупно | 267                       | 63                            | 0                                    | 0                    | 93                            |
|        |                           |                               |                                      |                      |                               |
| Пол    | Производња и снабдевање   | Грађевинарство                | Трговина                             | Хотели и ресторани   | Саобраћај, складиштење и везе |
| Мушки  | 4                         | 3                             | 18                                   | 2                    | 13                            |
| Женски | 1                         | 2                             | 7                                    | 2                    | 2                             |
| Укупно | 5                         | 5                             | 25                                   | 4                    | 15                            |
|        |                           |                               |                                      |                      |                               |
| Пол    | Финансијско посредовање   | Некретнине                    | Државна управа и одбрана             | Образовање           | Здравствени и социјални рад   |
| Мушки  | 0                         | 0                             | 16                                   | 11                   | 0                             |
| Женски | 0                         | 0                             | 1                                    | 9                    | 11                            |
| Укупно | 0                         | 0                             | 17                                   | 20                   | 11                            |
|        |                           |                               |                                      |                      |                               |
| Пол    | Остале услужне активности | Приватна домаћинства          | Екстериторијалне организације и тела | Непознато            | Непознато                     |
| Мушки  | 3                         | 0                             | 0                                    | 5                    | 5                             |
| Женски | 1                         | 0                             | 0                                    | 0                    | 0                             |
| Укупно | 4                         | 0                             | 0                                    | 5                    | 5                             |

## Галерија
- Стара капела Успења Пресвете Богородице
- Стара капела Успења Пресвете Богородице
- Стара капела Успења Пресвете Богородице
- Основна школа Никола Скобаљић
- Раскрсница у селу
- Панорама села
- Панорама села
- Сеоски крст
- Сеоски крст
- Споменик палим борцима и жртвама фашистичког терора
- Стара основна школа 25. мај
- Стара основна школа 25. мај